# Linha Tronco (Estrada de Ferro Paraná)
A Linha Tronco da Estrada de Ferro Paraná é uma ferrovia paranaense, que liga o Porto de Paranaguá no litoral do estado, a Ponta Grossa no interior, passando pela Serra do Mar e pela capital Curitiba. A ferrovia faz parte da Malha Sul, da antiga RFFSA, que atualmente está sob concessão da Rumo Logística.

## História

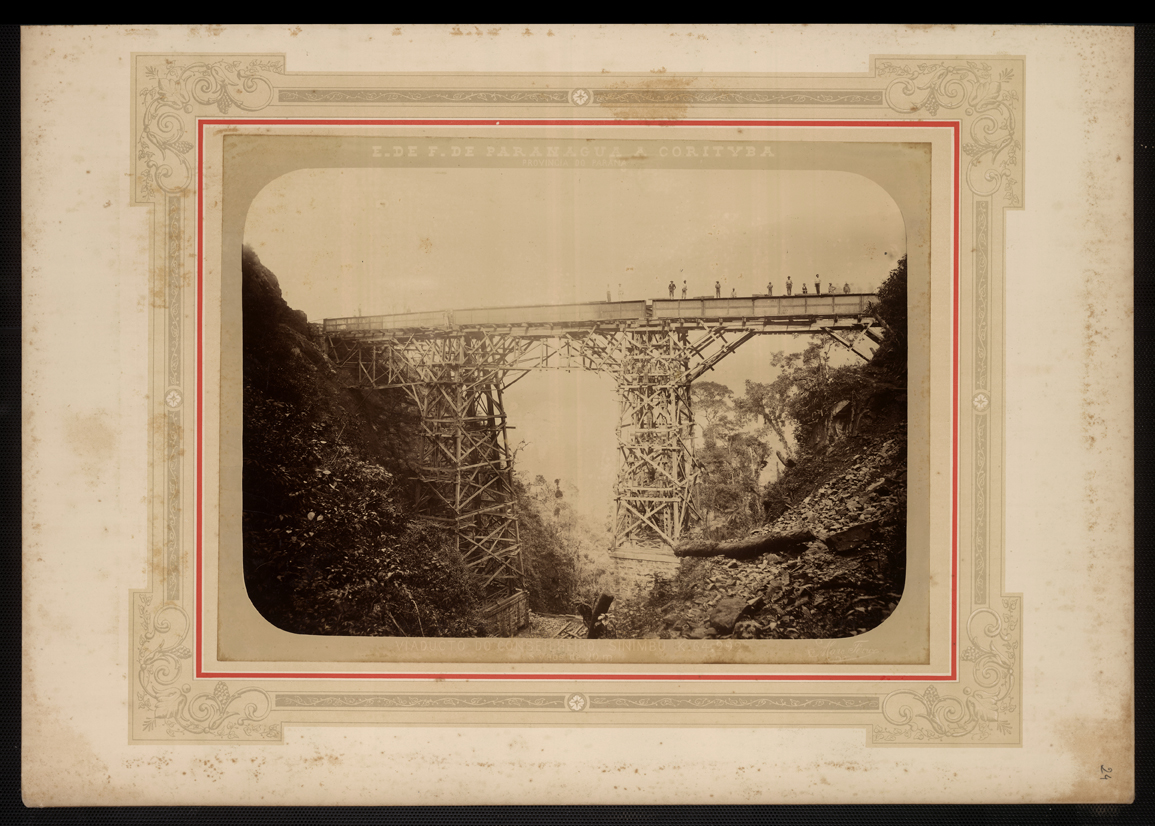
Ponte da E. F. do Paraná (trecho Paranaguá a Curitiba), em 1879.

Construída pela antiga Estrada de Ferro Paraná, o primeiro trecho foi inaugurado em 19 de dezembro de 1883, partindo do Porto de Paranaguá na baixada. Em 2 de fevereiro de 1885, a ferrovia chegou a Curitiba, após vencer o difícil desnível da Serra do Mar com grandes obras de engenharia, projetadas pelos irmãos André Rebouças, Antônio Pereira Rebouças Filho e José Rebouças .
Em 1891, a linha tronco foi prolongada até Ponta Grossa onde se encontrou com a antiga Estrada de Ferro São Paulo Rio Grande. Já em 1892, um ramal partindo de Morretes levou a ferrovia até o Porto de Antonina, no então Ramal de Antonina.
Entre 1891 e 1894, foi construído o Ramal de Rio Negro até a margem do Rio Iguaçu, prolongado até Mafra (SC) em 1913, onde se encontrou com a Linha do São Francisco. 
Com a construção do Tronco Principal Sul pela RFFSA em 1975, o trecho entre Ponta Grossa e a Estação Engenheiro Bley (Lapa) e todo o Ramal de Rio Negro, passaram a fazer parte desta nova linha. O trecho entre Paranaguá e Curitiba ainda hoje é praticamente o original, mesmo sendo o primeiro trecho ferroviário a surgir no estado do Paraná.

## Operação
A linha foi incorporada pela RVPSC e depois passou ao controle federal da RFFSA em 1957. Em 1997, foi incorporada na concessão da Malha Sul, vencida pela FSA - Ferrovia Sul Atlântico, que em 1999 tornou-se a América Latina Logística (ALL). Em abril de 2015, a ALL foi incorporada pela Rumo Logística.
Atualmente a ferrovia tem alta demanda, já que é a única ligação ferroviária com o maior porto exportador de produtos agrícolas do Brasil (Paranaguá), com destaque para o transporte de soja em grão e o farelo de soja vindos do Oeste do Paraná.